# Pszczolinka ruda
Pszczolinka ruda (Andrena fulva) – charakterystyczny gatunek pszczół samotnic. Jak u pozostałych pszczół samotnic, samica zakłada osobne gniazdo w którym składa jaja i zaopatruje je w pokarm. Bywa wykorzystywana jako owad zapylający rośliny uprawne, nie produkuje miodu.

## Występowanie
Pszczolinka ruda jest charakterystyczna dla krajów Europy Zachodniej i Centralnej począwszy od Bałkanów po południową Skandynawię: Portugalia, Hiszpania, Wielka Brytania, Francja, Niemcy, Belgia, Holandia, Włochy, Czechy i Słowacja. W Polsce pojawiła się na początku XX wieku. Najwcześniej notowana w Wielkopolsce i Pomorzu Zachodnim (lata 50. i 60.), później także w Polsce Centralnej i Południowej (lata 70.). Występuje w jasnych lasach i na suchych łąkach, ale także w parkach i ogrodach. Jak do tej pory przyczyny ekspansji tego gatunku nie zostały wyjaśnione, gatunek charakteryzuje się wysokimi zdolnościami adaptacyjnymi. Dobrze radzi sobie również w trudnych warunkach miejskich, wykazuje tolerancje na hałas i spaliny samochodowe. Jest szeroko rozpowszechniona, ale niezbyt licznie.

## Wygląd
W obrębie gatunku zaznacza się wyraźnie dymorfizm płciowy. U samicy grzbietowa strona ciała pokryte jest gęstym, sterczącym, złocistomiedzianym do jaskrawo czerwonego owłosieniem, natomiast brzuszna strona czarnymi włoskami. Na tylnych jej nogach znajdują się szczeciny z długich włosów służące do gromadzenia pyłku. Długość ciała: 12–14 mm, długość skrzydeł ok. 10 mm, masa ok. 73 mg. Wielkością zbliżona do robotnicy pszczoły miodnej.
Samce są zwykle mniejsze, długość ich ciała wynosi 10–12 mm. Brzuszna strona i nogi mają czarne, natomiast grzbietowa jest paskowana złocista, mniej jaskrawa niż u samic. Długość skrzydeł około 8 mm. Brak szczecin na ostatniej parze odnóży.

## Biologia
Rozwój od jaja do osobnika dorosłego trwa około 3 tygodni w zależności od temperatury gleby na głębokości złożonych jaj. W tym okresie z jaj wykluwają się larwy i rozpoczynają intensywne żerowanie. Ich jedynym pokarmem jest otoczka jaj oraz pyłek i nektar zgromadzony przez matkę. Metamorfoza ze stadium poczwarki do osobnika dorosłego rozpoczyna się jesienią i trwa wewnątrz komory do wczesnej wiosny. Osobniki dorosłe pozostają w stanie hibernacji aż do momentu osiągnięcia odpowiedniej temperatury na poziomie komór. Wtedy korytarzami zbudowanymi przez matki wydostają się na powierzchnie.
Osobniki męskie wydostają się około 2–3 dni przed żeńskimi (protandria). Żerują i czekają, aż samice wyjdą ze swoich tuneli. Samce szukają samic latając na wzór zygzaka 2–5 cm tuż nad miejscem wylotu samic. Zapłodnienie dokonuje się na wysokich drzewach, około 10 m ponad miejscem wylotu osobników żeńskich. Niektórzy twierdzą (Paxton 1991), że wydzieliny gruczołów żuchwowych mogą pełnić rolę atraktantu, wabiącego samce i samice tego samego gatunku.
Zaraz po wyjściu z tunelu samica może być zapładniana. Obserwuje się tutaj zwykle jednorazowe zapłodnienie samic (monoandria). Tłumaczone jest to tym, że samiec znaczy zapłodnioną samicę anty-feromonem, mówiącym o tym, że dana samica ma już partnera. Samica po zapłodnieniu przystępuje do budowy gniazda ziemnego. Po około 2–3 tygodniach samica umiera. Samce mogą dokonywać wielokrotnego zapłodnienia.

## Cykl życiowy
Aktywność życiową pszczolinka ruda rozpoczyna w połowie marca, a „wylot” może być rozciągnięty w czasie aż do początku czerwca. Z tym że w cyklu rozwojowym występuje tylko jedno pokolenie w roku. Wyjście dorosłych z tuneli następuje po przekroczeniu odpowiedniej temperatury gleby i zbiega się z początkiem kwitnienia roślin uprawnych, będących głównym producentem nektaru i pyłku. Praktycznie natychmiast po wyjściu z tunelu samice są zapładniane. Po tym czasie każda samica ma zaledwie 2–3 tygodnie na wykopanie gniazda w ziemi i złożenie jaj, później ginie. Potomstwo dalej rozwija się samodzielnie w oddzielnych komorach, zabezpieczonych twardniejącą substancją. Jeszcze przed zimą z poczwarek wylęgają się postacie dorosłe, które w hibernacji pozostają aż do wiosny następnego roku. Kiedy wzrośnie temperatura otoczenia, pszczoły opuszczają komory lęgowe i znów cykl się powtarza.

## Budowa gniazda

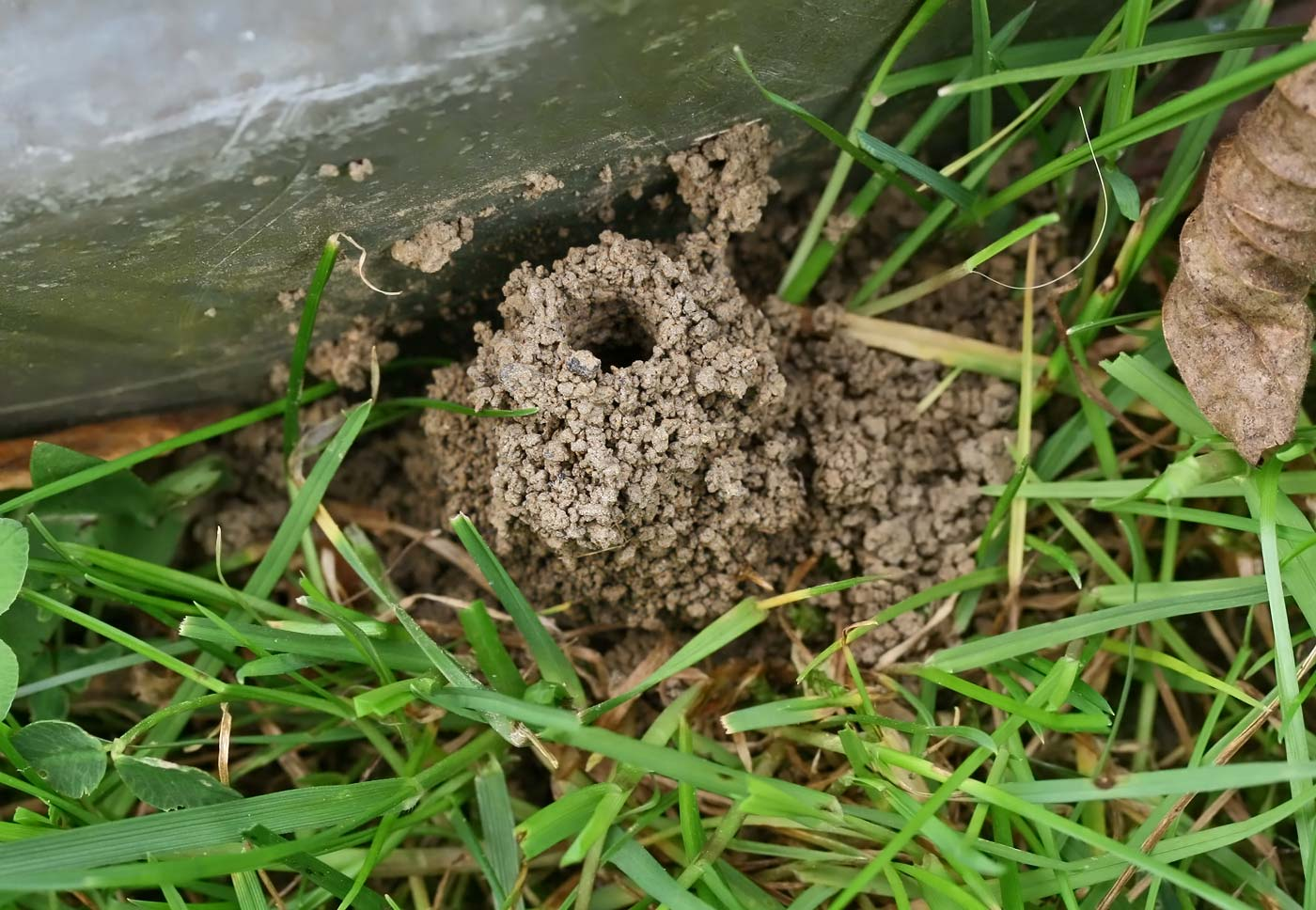
Kopczyk z otworem prowadzącym do gniazda

Gniazda zakładane są w ziemi, na ścieżkach, trawnikach czy skarpach. Wokół ujścia widoczna jest charakterystyczna hałda ziemi o promieniu około 3cm i wysokości do 3cm. Tunele mają średnice 9 mm, natomiast komórki larwalne usytuowane są do 50 cm pod ziemią. Na 5 m² może być zlokalizowanych od kilkudziesięciu do kilkuset gniazd. Agregacyjne rozmieszczenie gniazd może być uznane jako przejaw zachowania społecznego. Każda samica wykopuje własne gniazdo – tunel ziemny, lub wykorzystuje tunel wykonany przez własną matkę. Nie jest dokładnie wyjaśnione w jaki sposób dorosły owad powraca dokładnie w miejsce swojego wylotu. Niektóre źródła podają (Paxton 1991), że owad może dokładnie zapamiętać miejsce swojego wylotu. Z innych wynika, że owad rozpoznaje gniazdo po specyficznym zapachu. Samica po wykopaniu owalnej komory lęgowej pokrywa jej ściany wydzieliną z gruczołu Dufours’a zlokalizowanego w przewodzie pokarmowym. Struktura tego narządu ma długość 8 mm i wytwarza on mieszaninę substancji m.in. oktanianu geranylu, estry i terpenoidy, którymi wyściełana jest komora lęgowa. Wydzielina ta ma właściwości hydrofobowe i powoduje powstanie gładkiej, woskowej wyściółki komory, zapewniając odpowiednią wilgotność podczas rozwoju oraz zabezpieczając komorę przed rozwojem mikroorganizmów. Samica wypełnia komorę nektarem i pyłkiem, a następnie składa jajo. Tak przygotowaną komorę i szczelnie zamyka ją wydzieliną z gruczołu Dufours’a. Z ziemi dodatkowo formuje korek zatykający wejścia do gniazda, a tym samym zabezpiecza przed pasożytami i parazytoidami.

## Wydajność zapylania
Pszczolinki rude osiągają pełną aktywność metaboliczną w niższych temperaturach, a ponadto są w stanie odwiedzić o wiele więcej kwiatów w trakcie jednego lotu niż pszczoła miodna. Jeden lot po pokarm trwa około 60 minut. Owady zbierają zarówno pyłek jak i nektar. Rozładunek pyłku w komorze trwa około 30 minut. W czasie jednego ciepłego dnia samica potrafi uformować jedną kompletną komorę.
W trakcie życia osobniczego samica może wykonać około 5 komór, w zależności od warunków atmosferycznych i temperatury gleby.

## Pożywienie
Owady te jak większość pszczół żywią się nektarem i pyłkiem roślin uprawnych, jednakże w porównaniu do pszczoły miodnej zakres roślin żywicielskich jest dość ubogi. Obejmuje on około 30 gatunków z których są to głównie drzewa owocowe i rośliny jagodowe, m.in. jabłonie (Malus spp.), grusze (Pyrus spp.), śliwy, wiśnie, czereśnie (Prunus spp.), porzeczka czarna i czerwona oraz agrest (Ribes spp.). Poza gatunkami uprawnymi samice chętnie odwiedzają również rośliny ozdobne: klony (Acer spp.), kasztanowiec zwyczajny (Aesculus hippocastanum), wierzba (Salix spp.), berberys (Berberis spp.), głóg (Crateagus spp.), kalina (Viburnum spp.), trzmielina (Euonymus spp.), lilie (Lilium spp.) czy mniszek lekarski (Taraxatum officinale). W poszukiwaniu pokarmu pszczolinka oddala się maksymalnie 250 metrów od swojego gniazda.